# Peripleura diffusa
Peripleura diffusa là một loài thực vật có hoa trong họ Cúc. Loài này được (N.T.Burb.) G.L.Nesom mô tả khoa học đầu tiên năm 1994.